# Ясов
Ясов (словац. Jasov) — село в окрузі Кошиці-околиця Кошицького краю Словаччини. Площа села 35,42 км². Станом на 31 грудня 2016 року в селі проживало 3557 жителів.
В межах села знаходиться рибник.

## Історія
Перші згадки про село датуються 1234 роком.

## Географія
Протікають річки Ольшава; Тепліца; Забава і Задній потік.

## Населення
| Рік:            | 1994. | 2004.    | 2014.    | 2024.   |
| --------------- | ----- | -------- | -------- | ------- |
| Кількість осіб: | 2436  | 2832     | 3500     | 3740    |
| Різниця:        |       | +16,25 % | +23,58 % | +6,85 % |

| Рік:            | 2023. | 2024.   |
| --------------- | ----- | ------- |
| Кількість осіб: | 3675  | 3740    |
| Різниця:        |       | +1,76 % |